# Eanus
Eanus is een geslacht van kevers uit de familie  
kniptorren (Elateridae).
Het geslacht is voor het eerst wetenschappelijk beschreven in 1861 door LeConte.

## Soorten
Het geslacht omvat de volgende soorten:
- Eanus albertanus Brown, 1930
- Eanus costalis (Paykull, 1800)
- Eanus decoratus (Mannerheim, 1853)
- Eanus estriatus (LeConte, 1853)
- Eanus granicollis (Van Dyke, 1932)
- Eanus guttatus (Germar, 1817)
- Eanus hatchi Lane, 1938
- Eanus maculipennis LeConte, 1863
- Eanus singularis (Mannerheim, 1852)
- Eanus striatipennis Brown, 1936